# Howard University

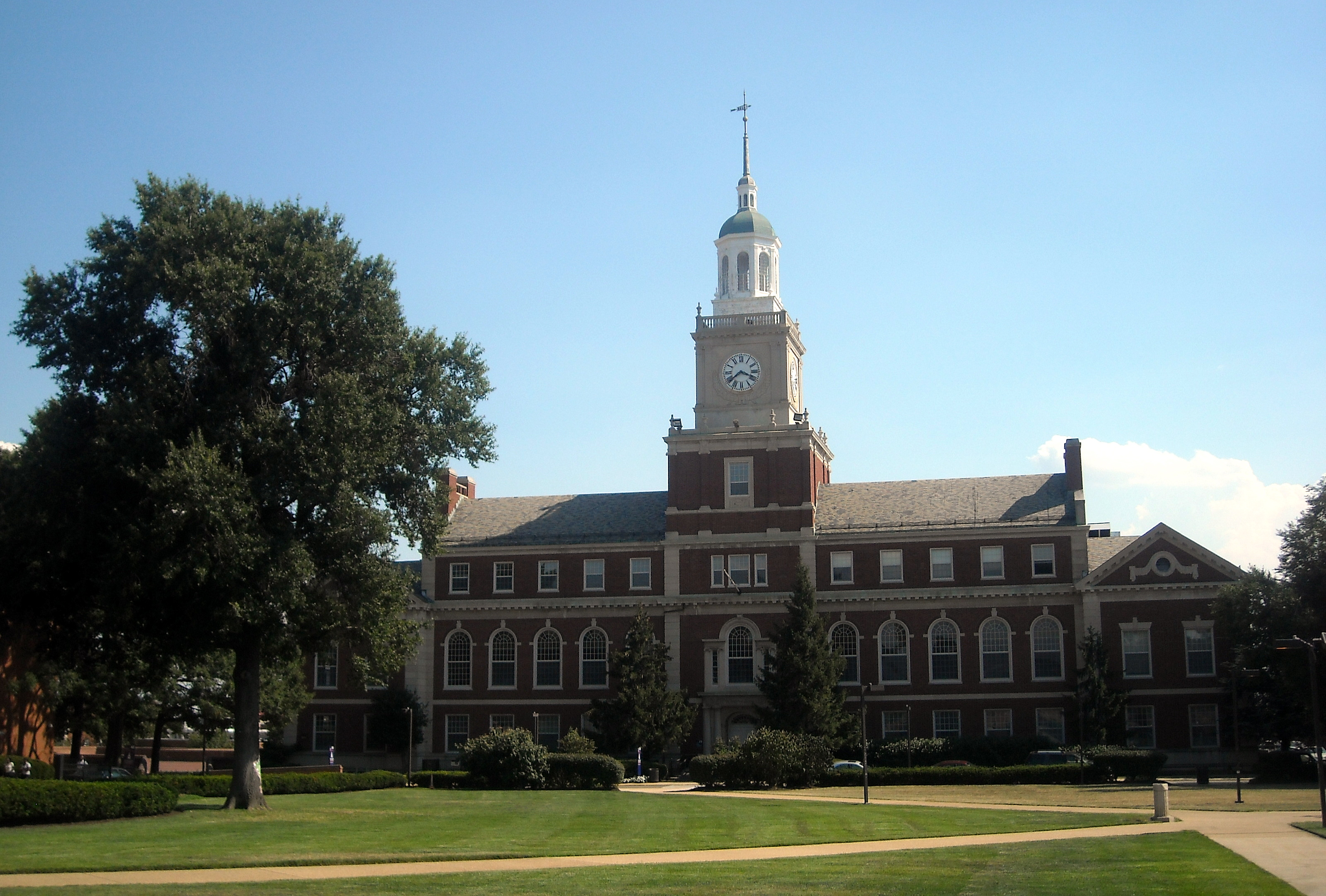
Founders library är en ikonisk byggnad vid Howard University, förklarad som nationellt minnesmärke.

Howard University är ett universitet i Washington, D.C., USA grundat år 1867.
Det är känt bland annat för att man historiskt sett haft en stor andel afroamerikanska studenter och det är det lärosäte i USA som producerar flest afroamerikanska filosofie doktorer (PhD). Universitetet kallas i folkmun för "Black Harvard".

## Kända tidigare studenter
- Ralph Bunche (1904–1971), statsvetare, diplomat, Nobels fredspris 1950
- Ta-Nehisi Coates (född 1975), författare, journalist och lärare
- Ossie Davis (1917–2005), skådespelare, regissör, dramatiker
- David Dinkins (1927–2020), politiker, borgmästare i New York
- Mattiwilda Dobbs (1925–2015), operasångerska, koloratursopran
- Kamala Harris (född 1964), USA:s vicepresident
- Donny Hathaway (1945–1979), soulmusiker
- Shaka Hislop (född 1969), engelsk fotbollsmålvakt
- Toni Morrison (1931–2019), Nobelpristagare i litteratur 1993
- Thomas Sowell (född 1930), nationalekonom
- Phylicia Rashad (född 1948), skådespelare